# Per Egland
Per John Olof Egland, född 21 augusti 1980 i Härnösand, är en svensk musiker och kompositör. Han är bosatt i Stockholm.
Egland har studerat vid Musikhögskolan i Piteå och Kungliga Musikhögskolan i Stockholm. Han är gitarrist i rockorkestern Streetwaves. Egland är medgrundare av European Grammophone, tillsammans med trombonisten Christian Lindberg.
Egland har också skrivit ett verk för kammarorkester, Ge mig din näbb!, som uruppfördes av KammarensembleN 2010.
Som kompositör och konstnärlig ledare för Nackas 6-årskör har han tillsammans med kören blivit Grammisnominerad för bästa barnalbum 4 gånger:
- 2018 RÄDSLORNA PÅ SCENVÄGEN 2
- 2017 JAKTEN PÅ FÄRGPIRATERNA
- 2016 MIN VÄN I RYMDEN
- 2015 SKOGEN

## Diskografi
Album
- 2010 – Slut dina ögon och dröm om Egland
- 2012 – Allt för din skuld
- 2014 – 1980–1991

Singlar
- 2009 – Merkurius brinner
- 2012 – Svårt att förstå
- 2012 – Jimmie
- 2012 – Reptilhjärta